# Open Road (Gary Barlow-album)
Open Road er Gary Barlows debutalbum. Det blev udgivet af pladeselskaberne BMG og RCA Records 26. maj 1997.
Albummet indeholder bl.a. de populære numre "Forever Love", "Open Road" og "Hang On In There Baby".
Open Road-albummet opnåede en 1. plads på UK Albums Chart. Det er blevet solgt i mere end 300.000 eksemplarer i England og var Barlows bedste sælgende album indtil Since I Saw You Last fra 2013, der solgte 730.000 eksemplarer i de første to uger efter udgivelsen.

## Open Road: 21st Anniversary
I 2018 kom gjorde Open Road stort comeback på den britiske og skotske hitliste, da Gary Barlow genudgav albummet under navnet Open Road: 21st Anniversary, for at markere albummets 21-års jubilæum. Albummet indtog en 25. plads på den britiske hitliste.

## Singler
1. "Forever Love" blev udgivet 8. juli 1996 som albummets første single. Højeste britiske placering var som nr. 1 på den officielle hitliste.
2. "Love Won’t Wait" blev udgivet 25. april 1997 som albummets anden single. Højeste britiske placering var som nr. 1 på den officielle hitliste.
3. "So Help Me Girl" blev udgivet 11. juli 1997 som albummets tredje single. Højeste britiske placering var som nr. 11 på den officielle hitliste.
4. "Open Road" blev udgivet 31. oktober 1997 som albummets fjerde single. Højeste britiske placering var som nr. 7 på den officielle hitliste.
5. "Superhero" blev udgivet 17. februar 1998 som albummets femte single. Højeste britiske placering var som nr. 107 på den britiske top-200 hitliste.
6. "Hang On in There Baby" blev udgivet 3. april 1998 som albummets sjette og sidste single.

## Trackliste
1. "Love Won’t Wait"
2. "So Help Me Girl"
3. "My Commitment"
4. "Hang On in There Baby"
5. "Are You Ready Now"
6. "Everything I Ever Wanted"
7. "I Fall So Deep"
8. "Lay Down for Love"
9. "Forever Love"
10. "Never Knew"
11. "Open Road"
12. "Always"

## Charts
| Hitlisterne                              | Højeste Placering |
| ---------------------------------------- | ----------------- |
| Australian Albums (ARIA)                 | 30                |
| Austrian Albums (Ö3 Austria Top 75)      | 13                |
| Belgian (Ultratop 50 Vlaanderen) Albums  | 7                 |
| Belgian (Ultratop 50 Wallonia) Albums    | 20                |
| Danish Albums (Tracklisten)              | 6                 |
| Dutch Albums (MegaCharts)                | 13                |
| European Albums (Hot 100)                | 4                 |
| Finnish Albums (Suomen virallinen lista) | 29                |
| German Albums (Media Control AG)         | 10                |
| Greek Albums (IFPI Greece)               | 3                 |
| Hungarian Albums (MAHASZ)                | 33                |
| Irish Albums (IRMA)                      | 1                 |
| Italian Albums (FIMI)                    | 8                 |
| Japanese Albums (Oricon)                 | 40                |
| Malaysian Albums (IFPI)                  | 3                 |
| New Zealand Albums (RIANZ)               | 43                |
| Norwegian Albums (VG-lista)              | 34                |
| Skotske albummer (OCC)                   | 2                 |
| Spanish Albums (PROMUSICAE)              | 5                 |
| Swedish Albums (Sverigetopplistan)       | 25                |
| Swiss Albums (Schweizer Hitparade)       | 6                 |
| Taiwanese Albums (IFPI)                  | 1                 |
| Storbritannien (OCC)                     | 1                 |